# Съновидеца
Съновидеца е български игрален филм от 2019 година. Сценарист, режисьор и оператор е Лъчезар Петров, по музиката на Димитър Гетов.
В петък Мартин губи представа кое е сън и кое - реалност и като съновидец влиза в спирла на времето между четвъртък и петък.
Младежът работи в офис със строг шеф. Има гадже - манекенка и колежка, която се опитва да го предпази от проблеми. Неясно защо Мартин вижда и чува жена-дух, която връща времето с различни варианти на събитията от миналия ден.
Мартин сънува неща, които се случват на сутринта и може да промени събития – от прекратяване на война и глад до спечелване на лични пари. Жената-дух обяснява, че всичко е реалност, която зависи от избора на самия човек.

## Актьорски състав
| В главните роли | Изпълнител         |
| --------------- | ------------------ |
| Мартин          | Стоил Стоянов      |
|                 | Венелина Лазарова  |
|                 | Катерина Копанкова |
| шефът Чуков     | Олег Ковачев       |
|                 | Марина Георгиева   |
|                 | Мартин Петрушев    |
|                 | Васил Асенов       |
|                 | Людмила Георгиева  |
|                 | Борислав Вълов     |
| съседка на Хари | Мария Карагьозова  |
| съседка на Хари | Мария Караиванова  |
| любовник        | Владимир Ковачев   |
| крадла          | Яна Йовева         |
| крадец          | Китен Топалов      |

## Външи препратки
- Съновидеца в Българска национална филмотека
- Съновидеца в kino.dir.bg